# Ardilla

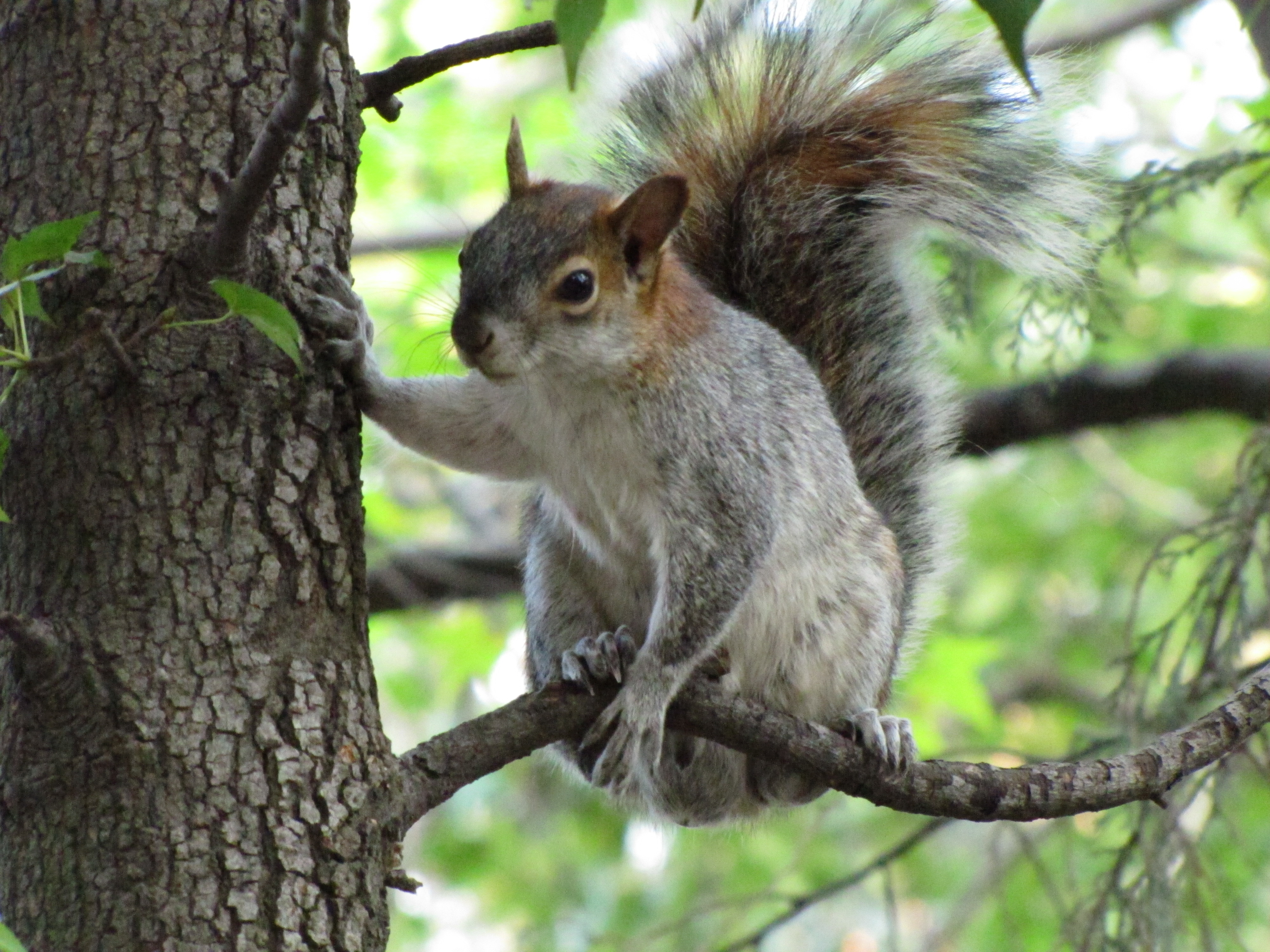
Ardilla gris mexicana (Sciurus aureogaster).

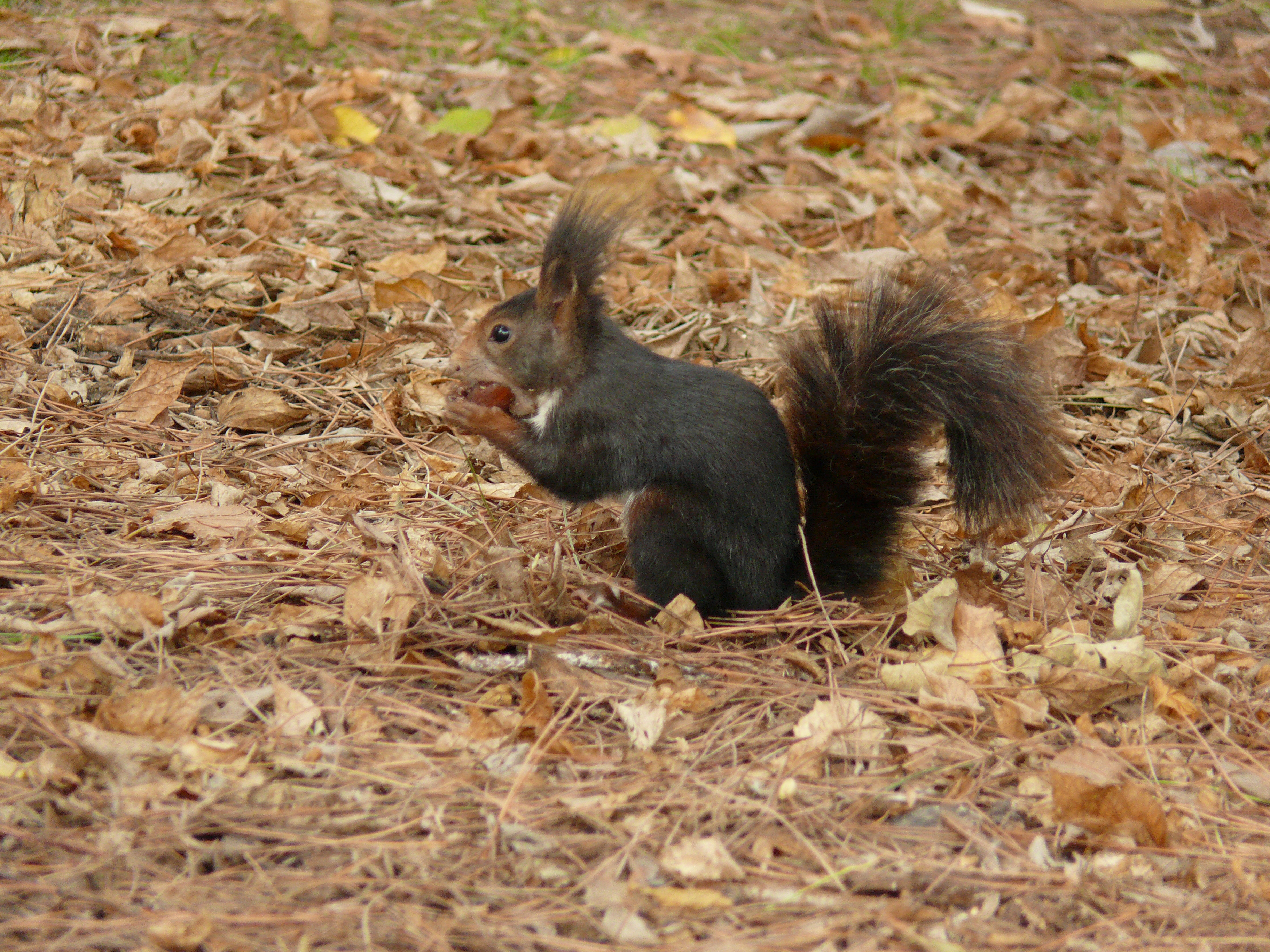

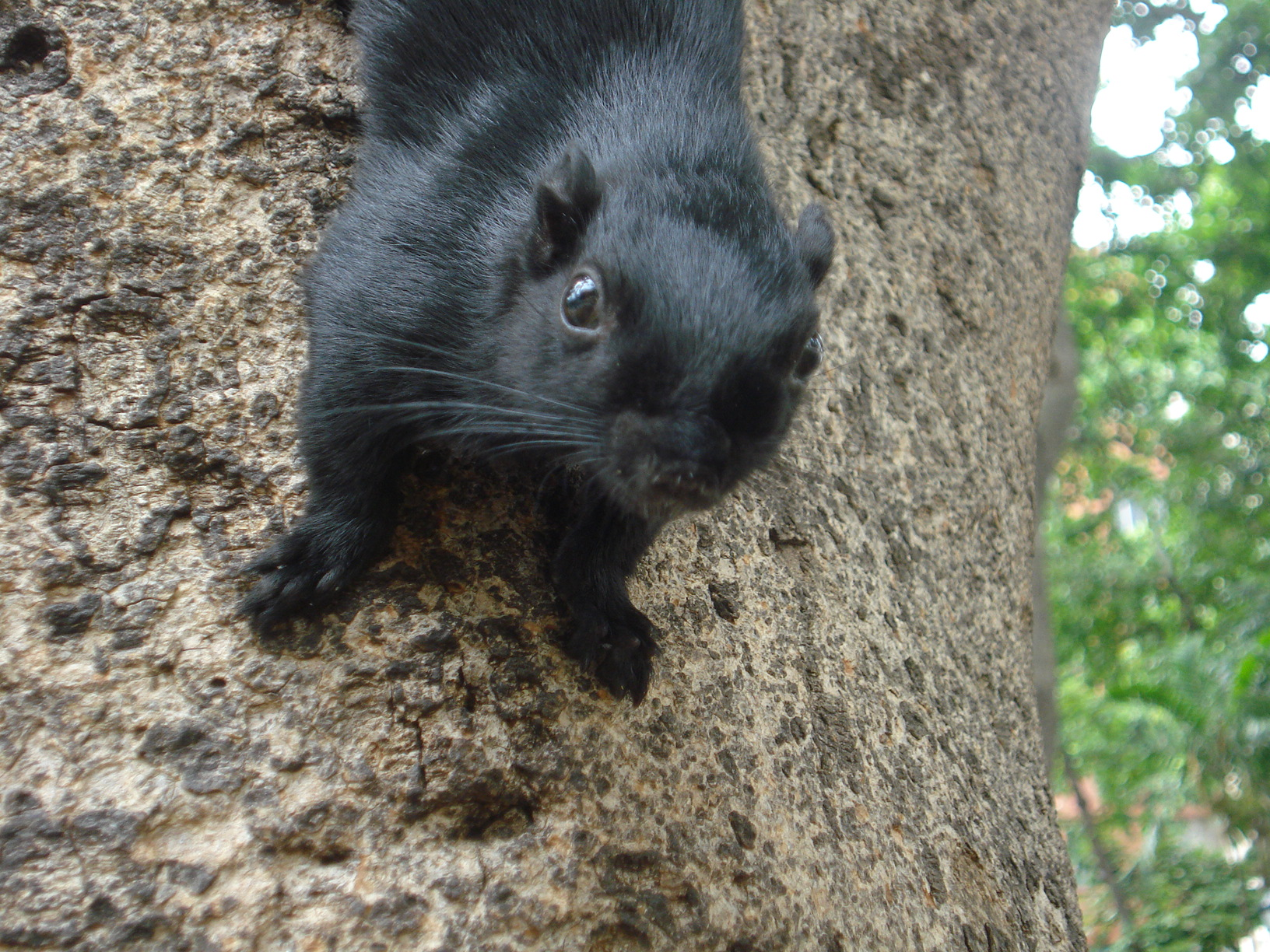

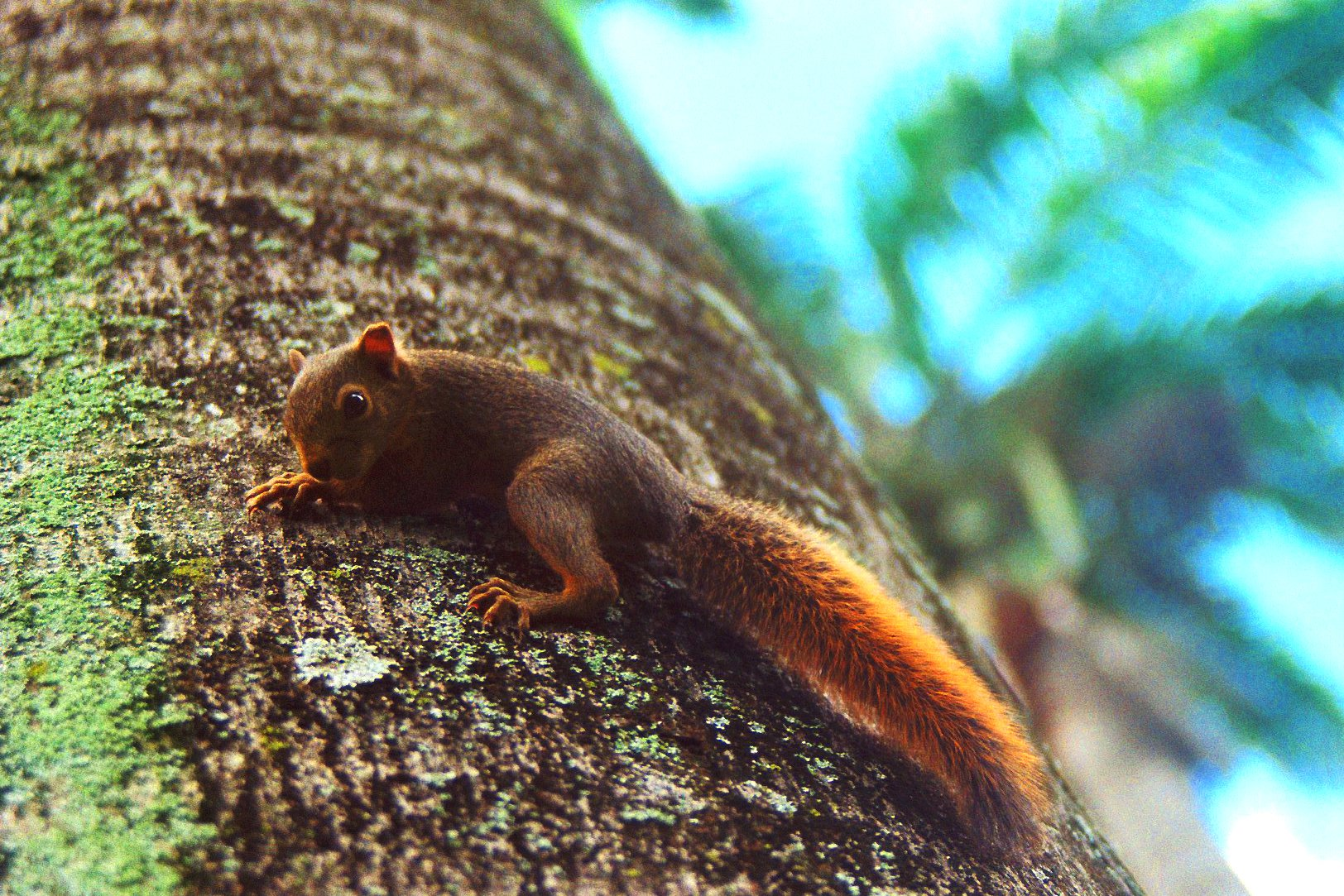

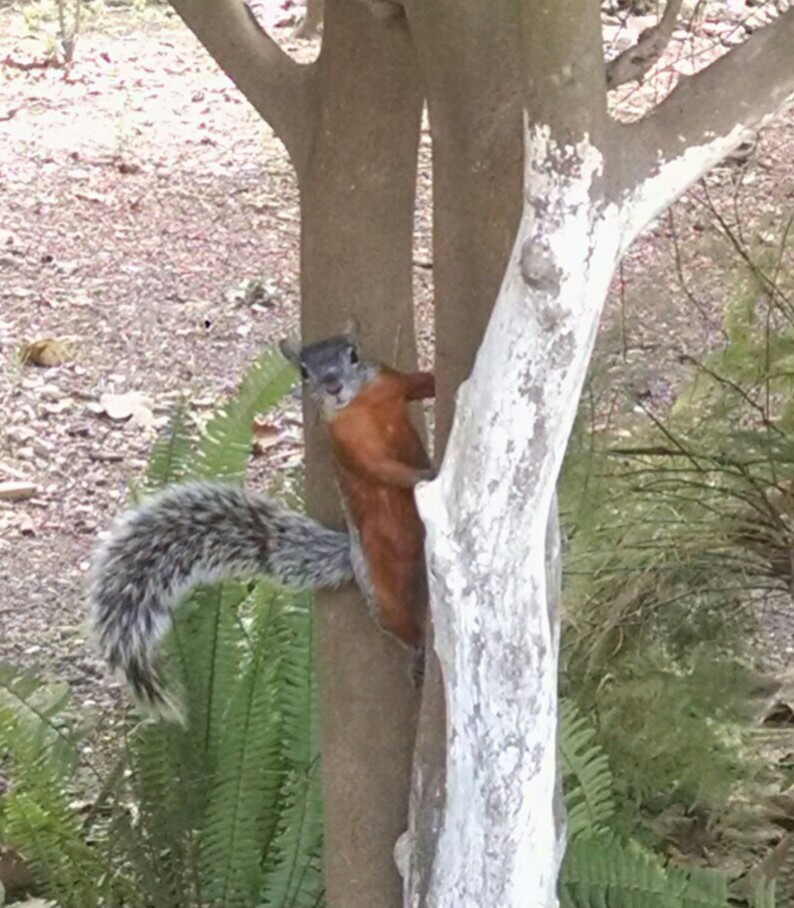

Se conoce como ardilla (del paleohispánico: harda ‘sin h y en diminutivo’) a ciertas especies de roedores esciuromorfos de la familia Sciuridae, entre las que se encuentran:
- Las especies del género Ratufa, el único de la subfamilia Ratufinae.
- La ardilla pigmea neotropical (Sciurillus pusillus), la única especie de la subfamilia Sciurillinae.
- Las especies de la subfamilia Sciurinae.
  - Las que pertenecen a la tribu Sciurini, las ardillas arborícolas.
    - Las del género Microsciurus.
    - Las del género Rheithrosciurus.
    - Las del género Sciurus, las ardillas de cola tupida.
    - Las del género Tamiasciurus.
    - La ardilla pigmea montañesa (Syntheosciurus brochus).

  - Las de la tribu Pteromyini, las ardillas voladoras.
    - Las del género Glaucomys.
    - La ardilla voladora siberiana (Pteromys volans).
- Todas las especies de la subfamilia Callosciurinae.
  - En particular las del género Callosciurus.
- Algunas especies de la subfamilia Xerinae.
  - Todas las de la tribu Xerini.
  - Todas las de la tribu Protoxerini.
  - Algunas de la tribu Marmotini.
    - Las del género Tamias, las ardillas listadas.

Además, por su similitud con las de la familia Sciuridae, las siguientes especies llevan la palabra ardilla como parte de su nombre común, pese a no tener relación taxonómica:
- Todas las del género Anomalurus, las «ardillas voladoras», roedores de la familia Anomaluridae.
- La ardilla bambú (Anathana ellioti), una especie de tupaya.
- Todas las especies del género Saimiri, los monos ardilla.
  - En particular el mono ardilla común (Saimiri sciureus).
- El petauro ardilla (Petaurus breviceps), un marsupial.